# Bezalel Smotrich
Bezalel Yoel Smotrich (en hebreo: בְּצַלְאֵל יוֹאֵל סְמוֹטְרִיץ׳?; Haspin, 27 de febrero de 1980) es un abogado y político israelí, miembro de la Knéset, líder del Partido Sionista Religioso de extrema derecha y ministro de Finanzas desde 2022. Anteriormente representó a los partidos: Yamina, Tkuma-Unión Nacional y La Casa Judía en la Knéset.
Desde junio de 2025 se encuentra sancionado por los gobiernos de Reino Unido, Canadá, Australia, Nueva Zelanda, Países Bajos y Noruega por «incitar a la violencia» contra los palestinos, en particular en Cisjordania.

## Biografía

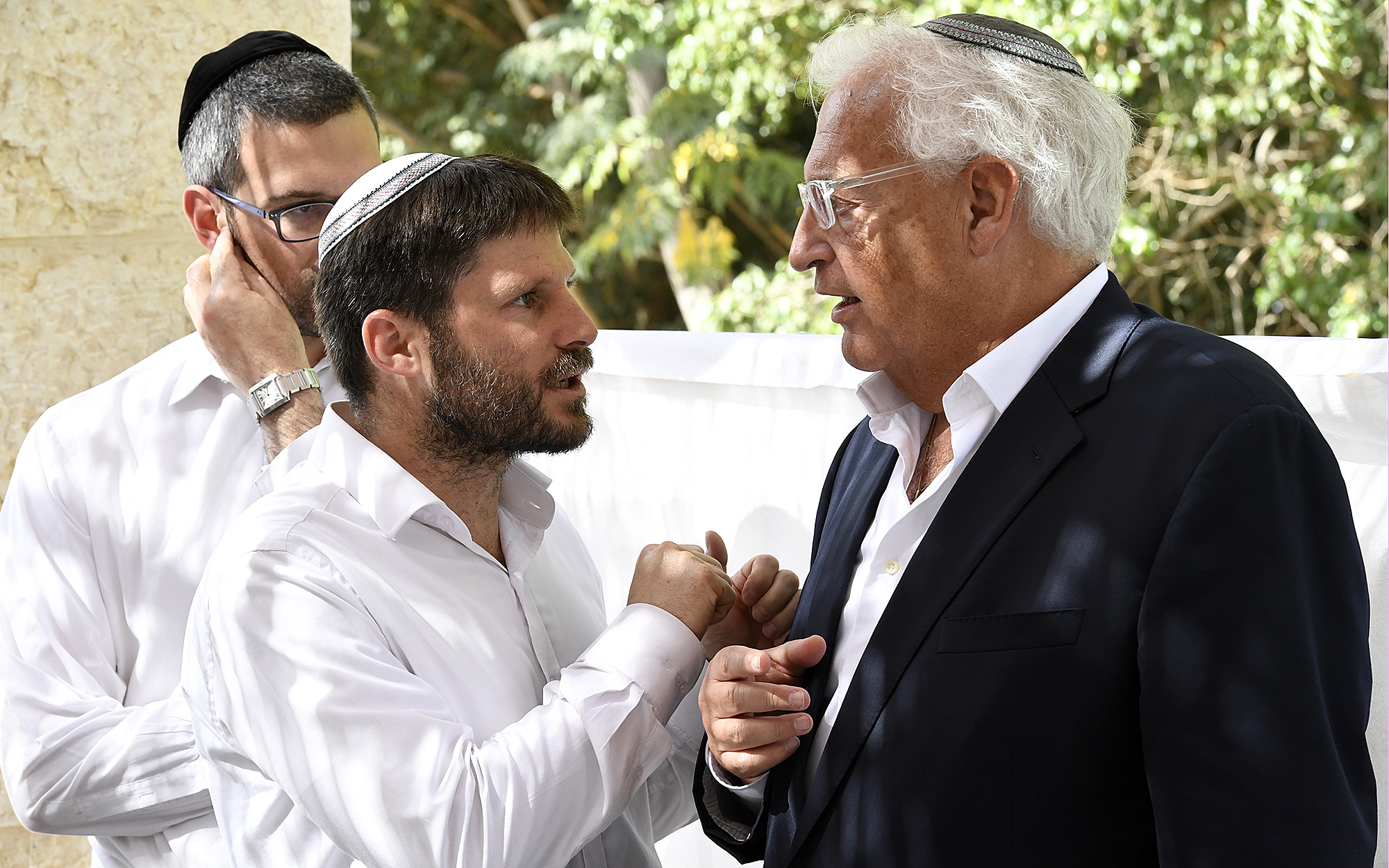
Smotrich con el embajador de Estados Unidos en Israel, David M. Friedman, durante una visita a la Hesder yeshivá de Sederot, octubre de 2017.

Nació en Haspin, un asentamiento israelí religioso ubicado en los Altos del Golán sirios, y creció en el asentamiento cisjordano de Bet El, en Palestina. 
Su apellido tiene su origen en el asentamiento de tipo urbano de Smotrych, ubicado en Ucrania, en el Raión de Kamianets-Podilski, de donde proceden algunos de sus antepasados. Su padre era un rabino ortodoxo y Smotrich recibió una educación religiosa, asistiendo a las academias talmúdicas: Yashlatz, Yeshivá Mercaz HaRav Kook y Yeshivat Kedumim. Su abuelo Yaakov inmigró a Palestina bajo el dominio turco otomano antes de la Primera Guerra Mundial, perdiendo posteriormente a sus padres en la Aliyá Bet que murieron ahogados tratando de llegar a Palestina durante el Mandato Británico, mientras que su abuela Bruria (Bertha Haller) logró sobrevivir llegando desde Rumanía antes del Holocausto. Su abuelo Shimon, en tanto, era nativo desde hace 13 generaciones en la ciudad de Jerusalén, mientras que su abuela Sarah es hija de pioneros sionistas que se asentaron en la ciudad de Metula, al norte de Israel. A la edad de 28 años se alistó a las Fuerzas de Defensa de Israel, sirvió durante un año y medio en la División de Operaciones del Estado Mayor. Es licenciado en Derecho por el Colegio Académico de Ono, y comenzó un máster en Derecho internacional público en la Universidad Hebrea de Jerusalén, aunque no lo completó. 

## Activismo político
Fue detenido durante las protestas contra el plan de retirada unilateral israelí de la Franja de Gaza en 2005 y permaneció en prisión durante seis semanas, tres de ellas prisión domiciliaria, pero liberado sin haber sido acusado penalmente 
En 2006, trajo ganado a Jerusalén para protestar contra la celebración de una marcha del orgullo LGBTI en Jerusalén (WorldPride Jerusalén 2006), aunque más tarde admitió estar arrepentido del incidente.
Es miembro cofundador de la ONG Regavim, que vigila y persigue ante los tribunales israelíes las construcciones que no cuentan con el correspondiente permiso administrativo israelí, realizadas por los palestinos, los beduinos, y los ciudadanos árabes de Israel, en el Estado de Israel, y en los territorios ocupados.

## Vida personal
Bezalel está casado con Revital y tiene siete hijos. La familia vive en las afueras del asentamiento de Kedumim.

## Carrera política
En la preparación de las elecciones a la Knéset de 2015, obtuvo el segundo puesto en la lista de Tkuma, después del líder del partido Uri Ariel. El partido se presentó a las elecciones como parte de la Casa Judía, y Smotrich ocupó el octavo lugar en su lista para las elecciones. Fue elegido para la Knéset, ya que el partido obtuvo ocho escaños. En 2018, anunció que desafiaría a Uri Ariel por el liderazgo de la facción de la Unión Nacional. El 14 de enero de 2019, derrotó a Ariel en una victoria aplastante.
Ha desempeñado un papel clave en la legislación israelí para legalizar la anexión de tierras palestinas, y en una ley que prohíbe a los defensores del movimiento Boicot, Desinversiones y Sanciones visitar Israel.
Smotrich es copatrocinador de una propuesta de cambio legislativo que establece que las fuentes de la tradición religiosa judía, como la santa Torá, deben tenerse en cuenta en asuntos legales que no pueden juzgarse mediante la legislación o las sentencias judiciales. Otros patrocinadores de tal propuesta son Miki Zohar, del Likud; Yoav Ben-Tzur, del Shas; y Nissan Slomiansky, de La Casa Judía.
En junio de 2019, hizo campaña para dirigir el Ministerio de Justicia de Israel, diciendo que buscaba el cargo de ministro para restaurar el sistema de justicia de la santa Torá.
El Primer ministro de Israel, Benjamín Netanyahu, se distanció de los comentarios y nombró para el puesto a Amir Ohana, miembro abiertamente homosexual de la Knéset.
Según el Canal 13 israelí, Smotrich solicitó posteriormente dirigir el Ministerio de Jerusalén y Asuntos de la Diáspora de Israel, pero no se le concedió el cargo de ministro, por temor a que ello tensara los lazos entre la Tierra de Israel y la Diáspora judía.
Smotrich inició una legislación que se aprobó en la Knéset y que exige que los ministros del gobierno israelí, los miembros de la Knéset, los jueces, los militares de alto rango, y los oficiales de la Policía de Israel declaren sus bienes cada seis años.

## Sanciones internacionales
El 10 de junio de 2025, los gobiernos del Reino Unido, Canadá, Australia, Nueva Zelanda y Noruega sancionaron al ministro de Seguridad Nacional y colono en Cisjordania, Itamar Ben-Gvir, y el ministro de Finanzas, Bezalel Smotrich. Las sanciones implican la congelación de todos sus activos, la prohibición de entrar en dichos países y el veto de ocupar un puesto directivo en una empresa de los países sancionadores. Según el comunicado emitido por dichos gobierno, los dos ministros israelíes «han incitado a la violencia extremista y a abusos graves de los derechos humanos de los palestinos». «La retórica extremista pidiendo el desplazamiento forzoso de los palestinos y la creación de más asentamientos israelís es espantosa y peligrosa». Además exigieron que «El Gobierno israelí debe cumplir con sus obligaciones según la legislación internacional y le pedimos que tome acciones significativas para tener con la retórica extremista, violencia y expansionista».
El 29 de julio, el Gobierno de los Países Bajos prohibió la entrada al país al ministro de Finanzas israelí, Bezalel Smotrich, y al ministro de Seguridad Nacional, Itamar Ben-Gvir, calificándolos de personas no gratas por sus repetidos llamamientos a la «violencia contra la población palestina, abogó persistentemente por la expansión de los asentamientos ilegales y pidió la limpieza étnica en la Franja de Gaza».

## Controversias
A su llegada al Reino Unido, en febrero de 2022, la Junta de Diputados de los Judíos Británicos le tuiteó, diciéndole que regresara por donde había venido.
En julio de 2015, Smotrich causó controversia al declarar en una reunión de la Knéset que los promotores inmobiliarios en Israel no deberían tener que vender viviendas a los árabes. La reunión tuvo lugar tras las acusaciones de que la empresa inmobiliaria Galil Homes se negó a vender casas a los árabes en Ma'alot-Tarshiha, una ciudad del norte de Israel. Smotrich defendió al promotor diciendo que: 

«Cualquiera que quiera proteger al pueblo judío y se oponga a los matrimonios mixtos no es un racista, quien quiera dejar que los judíos vivan una vida judía sin no judíos no es racista».

 Smotrich agregó que los judíos son los desfavorecidos en Israel: 

«Porque no obtienen tierras gratis en el Néguev».

 En una clara referencia a los ciudadanos árabes del Estado de Israel de origen beduino, Smotrich afirmó: 

«Creo en las palabras de Dios, prefiero que los judíos se ganen la vida y no le vendan viviendas a los árabes».

En octubre de 2021, Smotrich declaró a los diputados árabes de la Knéset que: 

«Están aquí por un error, es un error que David Ben-Gurión no terminara el trabajo y no los expulsara en 1948».

Smotrich se opone al matrimonio igualitario y dice que quiere promover la familia tradicional.
En 2006, trajo ganado a Jerusalén, para protestar contra el Desfile del Orgullo Gay.
En 2015, se refirió a las personas homosexuales como "anormales", afirmando lo siguiente: 

«En su casa, todos pueden ser anormales y las personas pueden formar la unidad familiar que quieran».

 En la misma discusión, Smotrich le dijo a la audiencia: 

«Soy un homofóbico orgulloso».

 Más tarde se disculpó y se retractó de su declaración, diciendo: 

«Alguien gritó entre la multitud y yo respondí sin prestar atención».

En julio de 2015, después de un apuñalamiento fatal que tuvo lugar en el desfile del orgullo gay celebrado en Jerusalén, se refirió a la marcha como una «abominación» y un «desfile de bestias». Al mes siguiente, acusó a las organizaciones LGBTI+ de controlar los medios y silenciar a quienes comparten sus puntos de vista conservadores. Una ONG israelí llamada Ometz, presentó una denuncia ante el comité de ética de la Knéset para que interviniera e investigara los comentarios homófobos de Smotrich.
En abril de 2016, Bezalel Smotrich tuiteó que apoyaba la segregación racial entre las mujeres árabes y las mujeres judías en las salas de maternidad de los hospitales, diciendo lo siguiente: 

«Es natural que mi mujer no quiera acostarse junto a alguien que acaba de dar a luz a un hijo que puede asesinar a su bebé dentro de 20 años».

 Los tuits fueron condenados por varios políticos israelíes, entre ellos el Presidente de Israel Isaac Herzog y el líder de La Casa Judía, Naftali Bennett.
En julio de 2016, Smotrich declaró que: 

"No estoy dispuesto a reconocer las conversiones reformistas y su falsa religión".

 El comentario se produjo tras la aprobación de un proyecto de ley de la Knéset que permitía a las autoridades religiosas locales prohibir a los judíos no ortodoxos el uso de las mikvaot públicas para las ceremonias de conversión, dicho proyecto contradecía una sentencia de la Corte Suprema de Israel en sentido contrario.
Smotrich ha defendido una política de aplicación de fuerza letal por parte de los militares israelíes, cuando estos se enfrentan a jóvenes palestinos que lanzan piedras, cuando se le preguntó a Smotrich que haría si surgiera otra intifada y un niño palestino lanzara piedras, respondió: 

«Le disparo, lo encarcelo o lo expulso».

Smotrich ha declarado que la política de la etiqueta de precios y los asaltos a personas, o a propiedades de ciudadanos palestinos, aunque sean de naturaleza criminal, no deben clasificarse como ejemplos de terrorismo judío, ya que definió como violencia: 

«Solamente la llevada a cabo por el enemigo en el marco de la guerra contra nosotros».

 Comentando un caso concreto, el ataque incendiario de Duma, en el que fue asesinada una familia palestina de tres personas, y por el que se acusó a un colono judío, Smotrich declaró que: 

«Calificar tales hechos de terrorismo judío causa un daño mortal e injustificado a los derechos humanos y civiles».

En abril de 2018, Smotrich tuiteó que Ahed Tamimi, una joven palestina de 17 años que cumple una condena de ocho meses de cárcel por agredir a un soldado israelí, por incitación y por interferir con un soldado en el cumplimiento de su deber, 

«debería haber recibido una bala, al menos en la rótula».

Twitter respondió suspendiendo la cuenta de Smotrich durante 12 horas y pidiéndole que borrara el tuit, diciendo que el tuit era «abusivo» y podía incitar al acoso. Smotrich se negó a borrar el tuit, diciendo que para Twitter: 

«La libertad de expresión está reservada sólo para un lado del mapa político».

En junio de 2019, mientras presionaba para ser nombrado ministro de Justicia, Smotrich declaró lo siguiente: 

«Queremos la cartera de justicia porque queremos restaurar el sistema de justicia de la santa Torá; el país debe aspirar a manejarse como en los tiempos del Rey David».

En agosto de 2019, Smotrich declaró: 

«Todos nosotros, como judíos ortodoxos, querríamos que el Estado de Israel se gobernara de acuerdo con la santa Torá y la Ley judía, lo que pasa es que no podemos porque hay gente que piensa diferente a nosotros, y tenemos que llevarnos bien con ellos».

La Derecha Unida (una alianza política de partidos de derecha, entre los que se encuentran La Casa Judía y el partido Tkuma), se refirió a la reacción negativa de los medios de comunicación como un «linchamiento mediático», argumentando que Smotrich «enfatizó que no puede y no está interesado en forzar a los demás». Smotrich dijo: 

«El gobierno toma decisiones que nos afectan e impiden nuestras libertades todos los días, se trata simplemente de qué decisiones son de interés público como para justificar la coerción, nosotros también podemos imponer nuestras necesidades a los demás, siempre que estemos convencidos de la validez de nuestras demandas».

En noviembre de 2022, expresó su apoyo a una teoría de la conspiración, según la cual el asesino del difunto primer ministro israelí Isaac Rabin fue radicalizado e incitado a cometer el asesinato por la Shabak. El miembro de la Knéset del Likud y exjefe del Shin Bet, Avi Dichter, criticó las declaraciones de Smotrich, por considerarlas alejadas de la realidad.
El 6 de noviembre de 2023, instó a crear «zonas tapón» alrededor de «comunidad judías y carreteras de acceso para evitar la entrada de árabes, incluso para la recolección de aceitunas», según su opinión: 

«estas medidas son necesarias para evitar ataques terroristas contra colonos y dar una sensación de seguridad real ante la creciente tensión que se vive en la zona.»

 Por su parte, el Ministerio de Exteriores palestino ha condenado esta medida, que ha calificado de «colonial» y propia de miembros del Gobierno «fascista» de Netanyahu y ha asegurado que lo que realmente pretende es: 

«robar más tierras de la población palestina y anexionarla a las colonias. Buscan expandir los asentamientos en la tierra del Estado de Palestina de forma declarada y como parte de una anexión gradual mediante la fuerza».

El 31 de diciembre, pidió el regreso de los colonos judíos a la Franja de Gaza después de la guerra y dijo que se debe alentar a la población palestina a emigrar: 

«Para tener seguridad debemos controlar el territorio. Para controlar militarmente el territorio durante mucho tiempo, necesitamos una presencia civil... Si actuamos de manera estratégicamente correcta y fomentamos la emigración, si hay 100.000 o 200.000 árabes en Gaza y no dos millones, todo el discurso del día después [de la guerra] será completamente diferente».

El 5 de agosto de 2024, declaró que Israel «trae ayuda porque no hay otra opción» y cree que bloquear la ayuda humanitaria a la Franja de Gaza es «justificado y moral», incluso si causa que dos millones de habitantes de Gaza mueran de hambre. 

En la realidad mundial actual es imposible hacer la guerra: nadie en el mundo nos dejaría matar de hambre y sed a dos millones de ciudadanos, aunque sea justo y moral hasta que nos devuelvan a nuestros rehenes.